# Cynthia Choi
Cynthia Choi (geboren 1966 in Koreatown, Los Angeles) ist eine US-amerikanische Menschenrechtsaktivistin. Für ihren Einsatz zur Bekämpfung von Hasskriminalität im Zusammenhang mit der COVID-19-Pandemie zeichnete das Time-Magazin sie als eine der hundert einflussreichsten Persönlichkeiten des Jahres 2021 aus.

## Leben
Mitte der 1960er Jahre wanderten Cynthia Chois Eltern aus Korea in die USA ein. Ihre Tochter Cynthia wurde in Südkalifornien geboren und wuchs dort auf. Während ihrer Schulzeit arbeitete sie bei California Parks und als Kellnerin in einem japanischen Lokal, da es der Familie finanziell nicht gut ging. Aus rassistischen Gründen, so Choi, fand ihr Vater keine Arbeit.
Cynthia Choi hat drei Töchter.

## Beruflicher Werdegang
Choi studierte Ethnic Studies an der Universität Berkeley in Kalifornien und erwarb dort einen Bachelor-Abschluss. In diesem interdisziplinären Fach sind Geschichte, kulturelle Bedeutung, sozioökonomische Belange und Errungenschaften von rassifizierten Menschen in den USA und anderswo integriert.
In ihrem Berufsleben leitete Choi bereits einige lokale, bundesstaatliche und nationale Organisationen, die unter anderem Gewalt gegen Frauen bekämpfen, sich für die Rechte von Einwanderern und Geflüchteten und für den Umweltschutz einsetzen. Nach Abschluss des Studiums arbeitete sie zunächst bei Asian Law Caucus: Asian American Advancing Justice und wurde bereits dort mit Fällen von Gewalt gegen Amerikaner asiatischer Abstammung konfrontiert. Ab 2006 war sie für die 1970 gegründete gemeinnützige Organisation Asian Americans/Pacific Islanders in Philanthropy tätig und wurde dort Vizepräsidentin. Diese Organisation vergibt Stipendien, die zur Bildungsgerechtigkeit für US-Bürger asiatischer Abstammung beitragen sollen.
Als stellvertretende Direktorin der gemeinnützigen Menschenrechtsorganisation Chinese for Affirmative Action mit Sitz in San Francisco setzte Choi ihren beruflichen Weg fort. Diese Organisation setzt sich seit 50 Jahren für die Förderung der Rechte von Immigranten sowie Gerechtigkeit in Bildung und Erziehung ein.
Choi ist Mitgründerin des National Asian Pacific Women’s Forum (NAPAWF).

## Engagement gegen Fremdenfeindlichkeit im Zusammenhang mit der COVID-19-Pandemie
Zu Beginn der COVID-19-Pandemie sah Cynthia Choi eine Welle von Fremdenfeindlichkeit gegen Menschen asiatischer Abstammung auf die USA zukommen. Hinter den Übergriffen stand, so Choi, der Glaube, dass in China der Ursprung des COVID-19-Virus zu sehen sei.
Als Reaktion gründete sie in ihrer Eigenschaft als stellvertretende Direktorin von Chinese for Affirmative Action zusammen mit Manjusha Kulkarni vom Asian Pacific Planning and Policy Council (A3PCON), Russell Jeung von der Fakultät für asiatisch-amerikanische Studien der Universität San Francisco am 19. März 2020 das Stop AAPI Hate reporting center. Es widmet sich der Aufdeckung und Verfolgung von Hass, Gewalt, Belästigung und Diskriminierung gegen Amerikaner, die ihren familiären Hintergrund in Asien oder auf den pazifischen Inseln haben. Von der Gründung bis zum 31. Dezember 2021 wurden fast 11 000 Fälle gemeldet. Die Organisation trug dazu bei, auf der Basis der berichteten Diskriminierungen das Bewusstsein für die Problematik in der Öffentlichkeit zu schärfen sowie Muster und Ursachen aufzudecken. Das Stop AAPI Hate reporting center entwickelt auch Strategien zur Prävention.

## Auszeichnungen
Choi erhielt unter anderem Fellowship-Preise des Asian Pacific American Women’s Leadership Institute, der California Wellness Foundation Violence Prevention Initiative und der Rockefeller Foundation im Next Generation Leadership-Programm.
- 2021: Time Magazine: Auszeichnung als eine der 100 einflussreichsten Persönlichkeiten des Jahres 2021, zusammen mit Manjusha P. Kulkarni und Russell Jeung.[9]